# Vocalise (Rachmaninow)

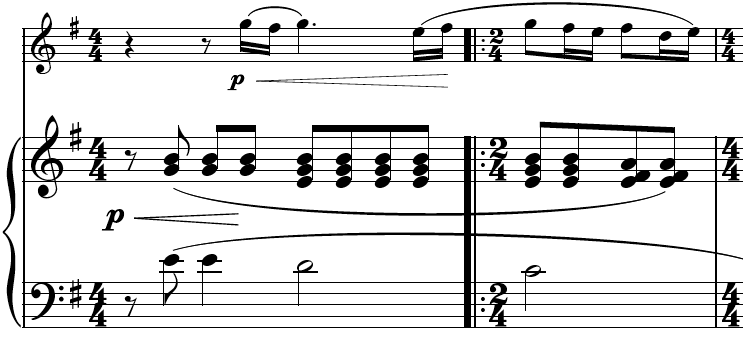
Vocalise jest śpiewana bez tekstu (pierwsze dwa takty utworu).

Vocalise op. 34 nr 14 (fr. wokaliza) – pieśń Siergieja Rachmaninowa opublikowana w 1912 jako ostatnia z jego Czternastu Pieśni op. 34. Przeznaczona jest do wykonywania przez głos (sopran lub tenor) z akompaniamentem fortepianu. Pieśń nie zawiera słów, a w śpiewie stosuje się tylko jedną samogłoskę. Utwór dedykowany jest śpiewaczce Antoninie Nieżdanowej (sopran). Mimo że oryginalna publikacja zastrzega wykonywanie pieśni przez sopran lub tenor, jest ona zwykle wykonywana przez pierwszy z głosów. Podobnie jak wiele klasycznych utworów wokalnych, Vocalise jest transponowana do różnych tonacji, co umożliwia wykonawcom wybrać zakres dźwiękowy kompozycji jak najbardziej podobny do naturalnej skali ich głosu. Sprawia to, że artyści śpiewający głosami innymi niż naturalny sopran czy tenor także mogą wykonywać utwór. Co ważne, śpiewak tenorowy wykonuje pieśń o oktawę niżej niż sopran.

## Aranżacje
Popularność utworu jest tak wielka, że został on zaaranżowany na różne składy instrumentalne.

### Orkiestra
- na orkiestrę przez samego kompozytora, a także Mortona Goulda i Kurta Sanderlinga.
- na chór i orkiestrę przez Normana Luboffa a także Waltera Stoffa.
- na sopran i orkiestrę przez Arcady Dubensky’ego(inne języki).
- na flet i orkiestrę przez Charlesa Gerhardta.

### Skład kameralny
- na trio fortepianowe (fortepian, skrzypce i wiolonczela) przez Eroicę Trio.
- na fortepian, klarnet i skrzypce przez Quinto Maganiniego.
- na zespół jazzowy przez Dona Sebesky’ego.
- na 24 wiolonczele przez London Cello Orchestra.

### Instrument solowy z fortepianem
- na klarnet przez Davida Campbella.
- na puzon przez Christiana Lindberga, a także Henry’ego Charlesa Smitha.
- na eufonium przez Stevena Meada.
- na tubę przez Virginię Allen.
- na skrzypce przez Jaschę Heifetza.
- na wiolonczelę przez Jaschę Heifetza i Mstisława Rostropowicza, a także Wolframa Huschkego oraz Raphaela Wallfischa(inne języki).
- na kontrabas przez Oscara G. Zimmermana (w tonacji d-moll).
- na saksofon przez Johna Harlego.

### Instrument solowy
- na fortepian przez Alana Richardsona (1951) a także Zoltána Kocsisa, Earla Wilda oraz Antona Borodina (2003).
- na akordeon przez Nikołaja Ryskowa.
- na saksofon przez Larry’ego Teala.
- na trąbkę przez Rolfa Smedviga.
- na organy przez Davida Briggsa.
- na gitarę przez Slasha.

### Inne
- na dwa fortepiany przez Vityę Vronsky(inne języki).
- na instrumenty elektroniczne przez Isao Tomitę.
- na theremin przez Clarę Rockmore.